# 남아 있는 나날
《남아 있는 나날》(영어: The Remains of the Day)은 가즈오 이시구로의 1989년 장편 역사소설이다. 같은 해에 부커상을 수상했다.
영국 귀족의 장원을 자신의 세상 전부로 여기고 살아온 한 남자 스티븐스의 인생과, 그의 시선을 통해 근대와 현대가 교차되면서 가치관의 대혼란이 나타난 1930년대 영국의 격동기를 배경으로 한다.
1993년 같은 제목으로 영화화되었다. (남아있는 나날 (영화) 참조)

## 한국어역
- 송은경 번역, 민음사, 2009년 7월 13일, ISBN 978-8937482687
- 송은경 번역, 민음사, 2010년 9월 17일, ISBN 978-8937490347